# لاري بلوك
لاري بلوك (بالإنجليزية: Larry Block)‏ مواليد 30 أكتوبر 1942 في نيويورك، نيويورك - الوفاة 07 أكتوبر 2012 في نيويورك، هو ممثل أمريكي بدأ مسيرته الفنية سنة 1971. امتدت مسيرته الفنية لأكثر من 41 عاما.

## الأعمال
- السماء بإمكانها الانتظار
- كوكتيل
- ذا سيكرت ستورم
- المستشفى العام
- شارع السمسم
- مسلسل ملائكة تشارلي
- بارني ميلر
- ريانز هوب
- فاملي ماتتيرس
- ميرفي براون

## روابط خارجية
- لاري بلوك على موقع IMDb (الإنجليزية)
- لاري بلوك على موقع قاعدة بيانات برودواي على الإنترنت (الإنجليزية)
- لاري بلوك على موقع قاعدة بيانات الفيلم (الإنجليزية)